# デーイコオーン
デーイコオーン（古希: Δηικόων, Deikoōn）は、ギリシア神話の人物である。長母音を省略してデイコオンとも表記される。主に、
- ヘーラクレースの子
- ペルガソスの子

が知られている。以下に説明する。

## ヘーラクレースの子
デーイコオーンは、ヘーラクレースとテーバイ王クレオーンの娘メガラーの子で、テーリマコス、クレオンティアデースと兄弟。テーバイで成長した若いヘーラクレースは、戦争でオルコメノスを破り、テーバイを苦しめていた重い賠償から救い出した。この功績によりヘーラクレースはメガラーと結婚し、子供たちを得た。しかしヘーラクレースは女神ヘーラーの嫉妬で気が狂い、子供たちを火中に投じて殺した。

## ペルガソスの子
デーイコオーンは、トロイア人ペルガソスの子である。トロイア戦争ではアイネイアースのもとで戦った。常に戦場の最前線で俊敏に戦っていたため、他のトロイア人から一目置かれていた。しかしアガメムノーンがデーイコオーンに槍を投じると、デーイコオーンは大楯で防いだかに思われたが、槍は大楯を貫いて下腹に刺さり、デーイコオーンを殺した。